# 1743
| 1743               |
| ------------------ |
| Dødsfald - Fødsler |
| • Begivenheder     |

| Gregoriansk kalender | 1743 MDCCXLIII          |
| Ab urbe condita      | 2496                    |
| Armensk kalender     | 1192 ԹՎ ՌՃՂԲ            |
| Kinesiske kalender   | 4439 – 4440 壬戌 – 癸亥 |
| Etiopisk kalender    | 1735 – 1736             |
| Jødisk kalender      | 5503 – 5504             |
| Hindukalendere       |                         |
| - Vikram Samvat      | 1798 – 1799             |
| - Shaka Samvat       | 1665 – 1666             |
| - Kali Yuga          | 4844 – 4845             |
| Iransk kalender      | 1121 – 1122             |
| Islamisk kalender    | 1156 – 1157             |

Konge i Danmark: Christian 6. 1730-1746
Se også 1743 (tal)

## Begivenheder

### Udateret
- Første danske frimurerloge stiftes i København.
- Grundlæggelsen af Champagnehuset Möet & Chandon
- Englænderen Jack Broughton udgiver regelsættet London Prize Ring Rules, der fastlagde de grundlæggende regler for boksesporten, der var blevet en populær sport i England

### Januar
- 18. januar - et kongeligt reskript til Københavns Magistrat bestemmer, at håndværkerdrenge ikke må bruges i krigstjeneste, før de er udlært

### August
- 18. august - ved Freden i Åbo afstås de sydøstlige dele af Finland til Rusland

## Født
- 19. februar – Luigi Boccherini, italiensk komponist.
- 7. september – Johan Henrik Tauber, dansk skolemand og teolog (død 1816).
- 11. september – Nicolai Abraham Abildgaard, dansk kunstmaler og professor (død 1809).
- 18. november – Digteren Johannes Ewald fødes i København, han dør i 1781

## Dødsfald
- Anna Sophie Reventlow, dansk dronning.